# Sant’Arcangelo
Sant'Arcangelo község (comune) Olaszország Basilicata régiójában, Potenza megyében.

## Fekvése
A település egy, az Agri folyó néző domb tetején épült fel. Határai: Aliano, Colobraro, Roccanova, Senise, Stigliano és Tursi.

## Története
Az ókorban (i. e. 8 század) a vidéket az enotrik lakták, őket a lukániaiak követték, majd az i. e. 3 században a rómaiak létesítettek egy coloniát. A Nyugatrómai Birodalom bukása után a bizánciak, majd a longobárdok birtokába került. Ebben az időben épült fel a Szent Bazil-rendi szerzetesek kolostora. A középkorban nápolyi nemesi családok birtoka volt.

## Népessége
A népesség számának alakulása:

## Főbb látnivalói
- Santa Maria di Orseolo-kolostor
- Palazzo della Cavallerizza
- San Nicola di Bari-templom
- Santa Maria degli Angeli o Mauro-templom
- Sant’Anna-templom
- Palazzo Guarini
- Palazzo Scardaccione
- Palazzo Carafa-Di Gese
- Palazzo Sansanelli